# 新居守村
新居 守村（あらい もりむら、1808年10月4日（文化5年8月15日） - 1893年（明治26年）4月19日）は、日本の神道家、国学者、歌人である。

## 略歴
上野国甘楽郡高瀬村（現・群馬県富岡市）生まれ。父は小幡藩用達頭取役・新居又左衛門秋住。守村・又左衛門・又太郎の名を名乗る。
父親の影響があって学問を志し国学者・本居宣長らの著書を精読する。天保10年（1839年）、京都の東条義門の門弟となり、義門著「活語指南」を江戸芝神明の岡田屋嘉七から出版する。江戸にて国学者として活躍する。皇典学にも精通していて、勤王の思想を指導普及に努める。
慶応3年（1867年）、神祇伯・白川家より学士職を授与される。明治元年（1868年）、岩鼻県社寺掛として群馬県内の神社史の調査研究をする。明治2年（1869年）、大学中助教となる。その後、上野国一の宮貫前神社・甘楽郡笹森稲荷神社の社掌を勤め、皇典講究所委員を兼ねる。

## 廃仏毀釈
明治3年（1870年）5月10日、岩鼻県から榛名山取締に任命された新居守村が榛名神社へ赴任。廃仏毀釈、仏教的なものをすべて破壊するよう指導。この際、榛名神社から仏教色は一掃される。現存している三重塔も新居守村は壊すと「神のめぐみ」には書いてあったがなぜか残されている。

## 晩年
幕末から明治にかけて養蚕・製糸業が発達。神社界も時代の流れに即応し盛んに養蚕祈祷を執行する。そんな中で新居守村も貫前神社神官として、辞職してからは笹森稲荷神社を拠点として、養蚕祈祷に専念した。製糸業・キリスト教という新時代をむかえても新居守村は徹底して古道を守るも、やがて富岡製糸場に現れて手袋をはめながらも外国人たちと握手を交わしていた。廃仏毀釈とともに、西洋文化を排撃していた新居守村が、それによってもたらされた産業界の祈祷で晩年を全うしたのはいかにも皮肉なことであった。

## 弟子
- 田島尋枝